# Jan Georg Iversen
Jan Georg Iversen (2 de março de 1956) é um ex-ciclista norueguês de ciclismo de pista. Competiu nos Jogos Olímpicos de Verão de 1976 em Montreal, onde terminou em sétimo na perseguição por equipes de 4 km.